# Bröllopet i Kana (målning)

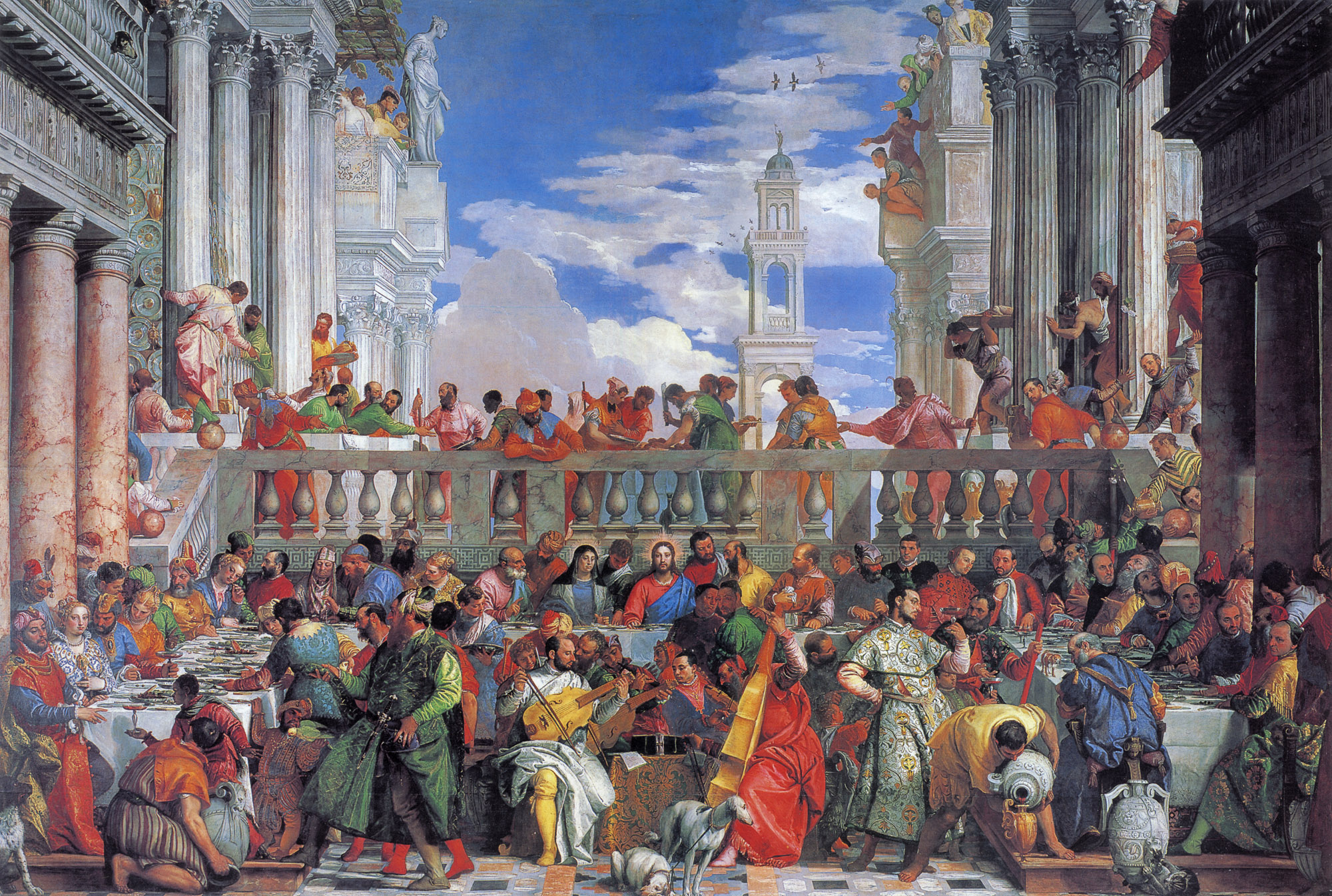
Bröllopet i Kana (1563)

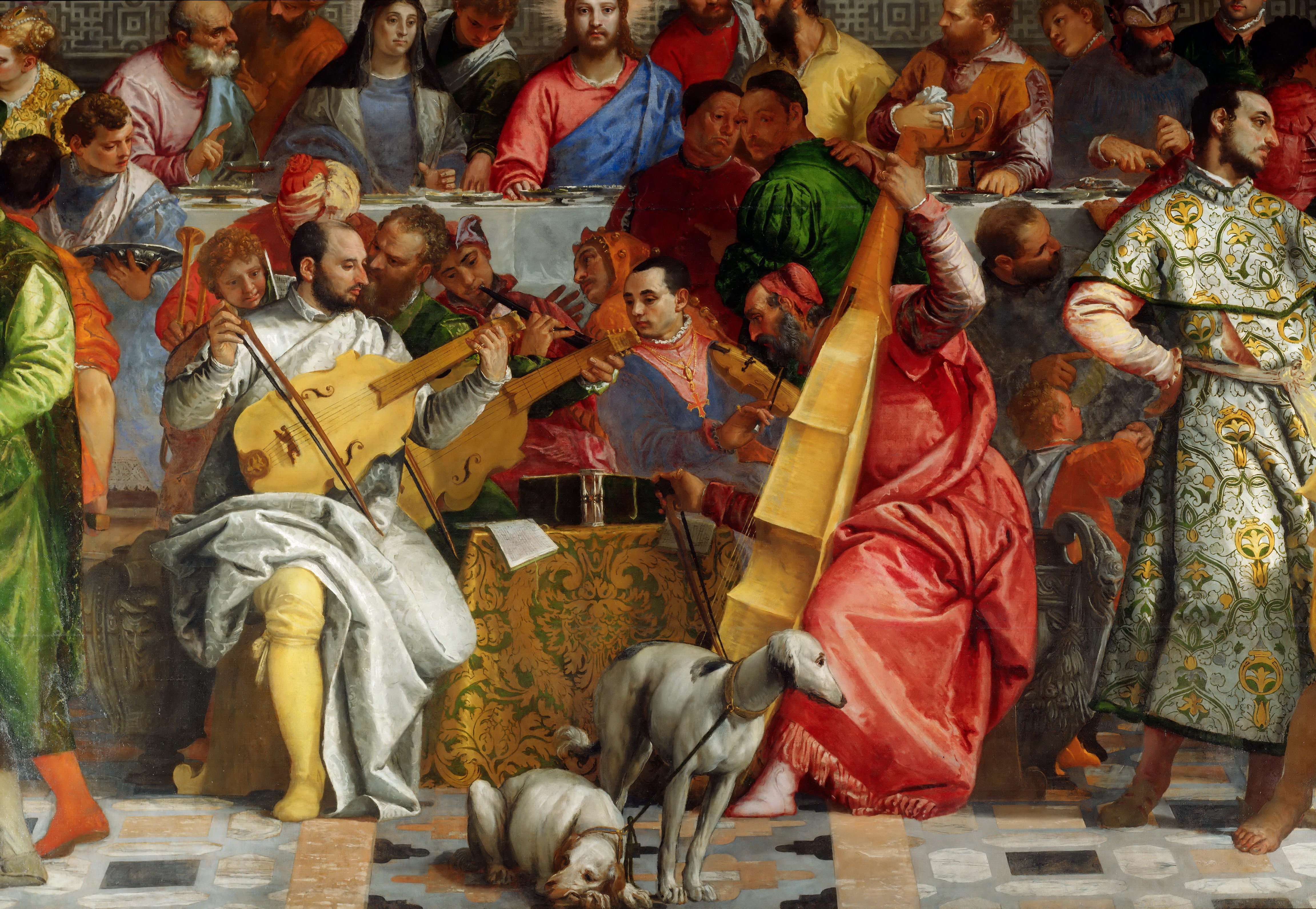
Musikerna som spelar på banketten i målningen är konstnärerna Veronese (gamba), Jacopo Bassano (flöjt), Tintoretto (fiol) och Tizian (cello). (detalj, centrala ytan)

Bröllopet i Kana (italienska: Nozze di Cana) är en målning av den italienske konstnären Paolo Veronese från 1563. Målningen föreställer bröllopet i Kana från Bibeln, vid vilket Jesus sägs ha utfört sitt första mirakel, att omvandla vatten till vin. Tavlan är en oljemålning gjord på duk och med sitt stora format (6,77 m x 9,94 m) är det den största som finns på Louvren i Paris.
Den manieristiska målningen har influenser från konstnärer som Leonardo da Vinci, Rafael och Michelangelo. Då konst från högrenässansen starkt betonade vikten av verkliga proportioner, balans och skönhet, skiljer sig manierismen genom att överdriva detaljer som figur, ljus och färg, med asymmetriska och onaturliga eleganta kompositioner.
Vid utförandet av tavlan använde sig Veronese av tekniska knep, socialt intellekt och kulturell sinnrikhet för att kunna återberätta den bibliska händelsen för åskådaren på bästa sätt.

## Historia

### Motiv
Paolo Veroneses målning Nozze di Cana skildrar bröllopet i Kana (i Galileen), en bröllopsbankett omnämnd i Johannesevangeliets andra kapitel, vid vilken Jesus, hans mor Maria och några av hans lärjungar befinner sig. Under bröllopsfesten tar vinet slut, varpå Jesus på begäran från sin mor ber tjänarna fylla kärlen som använts under middagen med vatten. När kärlen anländer till borden har vattnet förvandlats till vin varpå värden tackar brudgummen, från vilken han tror det kommer. Det är bara tjänarna som är medvetna om att de burit fram vatten som Jesus förvandlat till vin.

## Banketten
Enligt tradition valde Veronese att inkludera sig själv i målningen, som den gamba-spelande musikern i vit tunika. Bakom honom finns även konstnärerna Jacopo Bassano (flöjt), Tintoretto (fiol) och precis framför honom sitter Tizian, klädd i rött spelande cello.  
Gästerna på banketten inkluderar ett flertal historiska personer såsom Frans I av Frankrike, Maria I av England, Eleonora av Österrike, Süleyman I, Karl V, Vittoria Colonna - klädda i det finaste samtida modet, medan andra bär orientalisk klädnad.